# Bondu

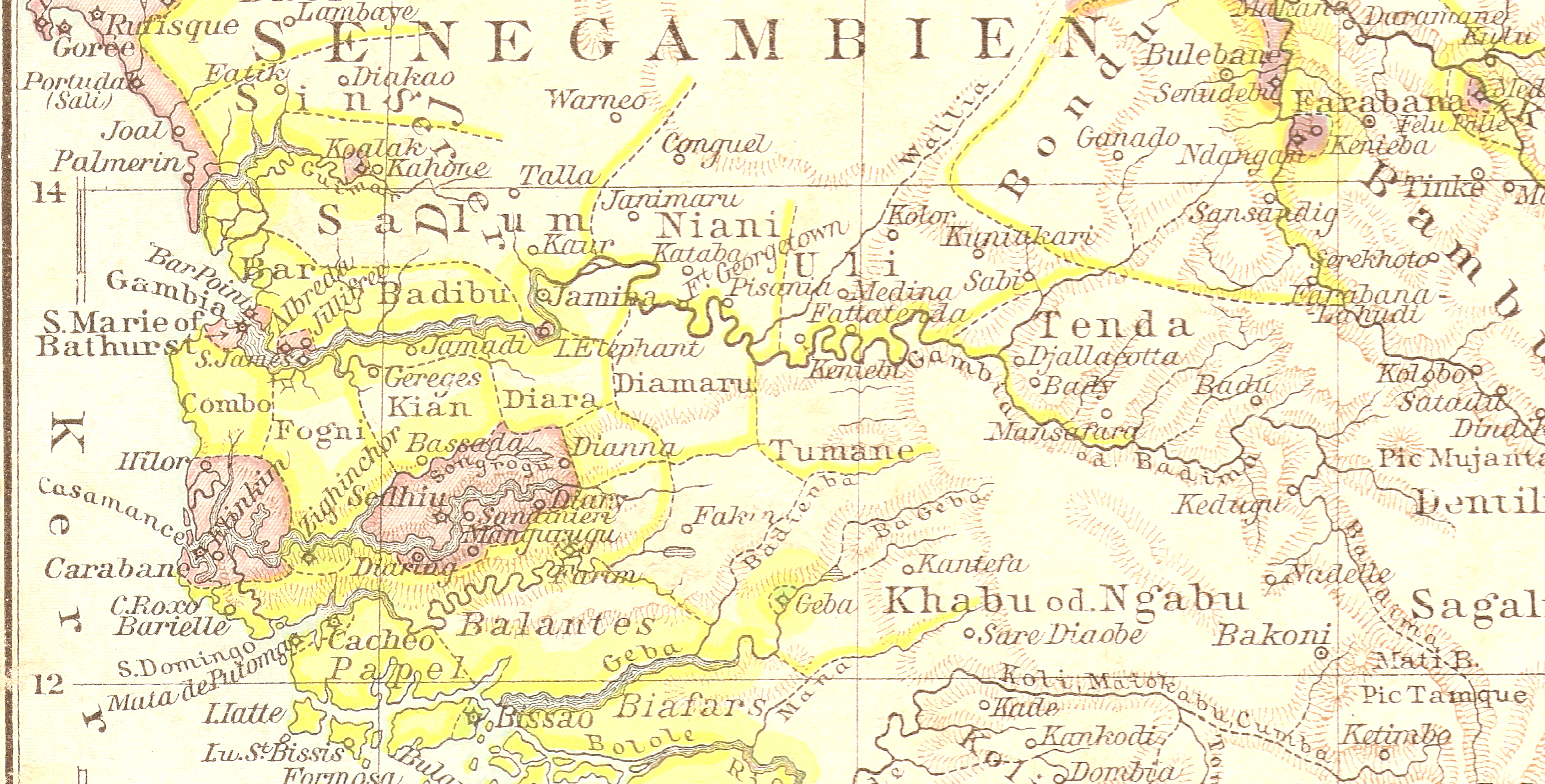
Bondu (im Nordosten des Kartenausschnitt) in Senegambia

Bondu (andere Schreibweise Bundu, Bondoo oder Bondou) war ein historisches Reich im Osten des heutigen westafrikanischen Staates Senegal.

## Geographie
Das kleine Reich wurde durch den Fluss Falémé vom östlich gelegenen Bambouk abgegrenzt. Die südliche Grenze bildete der Oberlauf des Gambia-Flusses. Der Oberlauf des Sandougou grenzte das Reich im Westen vom Reich Wuli ab.
Die Region zwischen 13° und 15° nördlicher Breite und 12° und 13° östlicher Länge besteht heute wie damals aus einer Hochebene mit Hügeln im südlichen und zentralen Teil. Die Hügel sind nicht sehr fruchtbar und bewachsen mit krüppeligen Bäumen. Dagegen sind die Tallagen fruchtbar und bewachsen mit Affenbrotbäumen, Tamarindenbäumen und verschiedene Obstbäumen. Die Region ist durchzogen von zahlreichen Flüssen, die in der Regenzeit sehr schnell fließen aber in der Trockenzeit zum großen Teil austrocknen. Im Reich wurden Baumwolle, Tabak und Indigo angebaut, außerdem wurden Eisenerz und Gold gefunden.

## Geschichte
Ende des 19. Jahrhunderts bestand die Bevölkerung aus schätzungsweise 30.000 Einwohnern, vorherrschend der Ethnie der Fulbe, außerdem aus Mandinka, Wolof und Soninke. Die Bewohner bauten Hirse, Reis, Indigo und Baumwolle an und erzeugten Baumwollstoffe. Da Bondu eine wichtige Zwischenstation auf dem Weg vom Inneren Westafrikas zur Küste war, trieben sie ferner einen sehr beträchtlichen Handel. Das Reich, das durch Malik Sy im späten 17. Jahrhundert gegründet worden war, war ein monarchisches Wahlreich unter einem Almamy, das theokratisch regiert wurde.
Hauptstadt des Reiches war Boulébané. Nach Berichten des Major W. Grau, einem britischen Offizier der Royal African Company, der 1818 in Bondu war, hatte Bulibani (oder Bulebane) rund 3000 Einwohner und war von einem starken Lehmwall umgeben. Nach einem Reisebericht von 1846 lag der Ort ungefähr 24 Kilometer westlich von Sénoudébou, wo 1845 ein französisches Fort errichtet worden war.⊙ Von dem Namen Boulébané ist in der in Frage kommenden Gegend keine Spur zu finden. Wegen des phonetischen Anklangs kommt vielleicht das Dorf Banipéli in Frage, knapp 24 Kilometer westsüdwestlich von Sénoudébou und etwa eine Wegstunde hinter dem im Reisebericht erwähnten und noch heute identifizierbaren Dorf Youpé.⊙ Ende des 19. Jahrhunderts wird die Bevölkerungszahl mit 2000 Einwohnern angegeben.
Obwohl die Geistlichen der Fulbe, die das Reich regierten, der Verbreitung des Islams verpflichtet waren, ließen sie im Interesse der inneren Stabilität auch andere Glaubensrichtungen zu. Die Außenpolitik wurde primär durch den Handel mit landwirtschaftlichen Gütern bestimmt, den Islam militärisch durchzusetzen war nicht Bondus Politik.
Im August 1845 unterzeichnete der König von Bondu einen Vertrag, der die französische Oberherrschaft über sein Land anerkannte. Der Vertrag wurde zunächst vom Volk missachtet, aber 1858 kam Bondu definitiv unter französische Kontrolle. 1905 wurde Bondu von Frankreich annektiert und als Protektorat in der französischen Kolonie Senegal einverleibt.

## Europäische Entdeckung

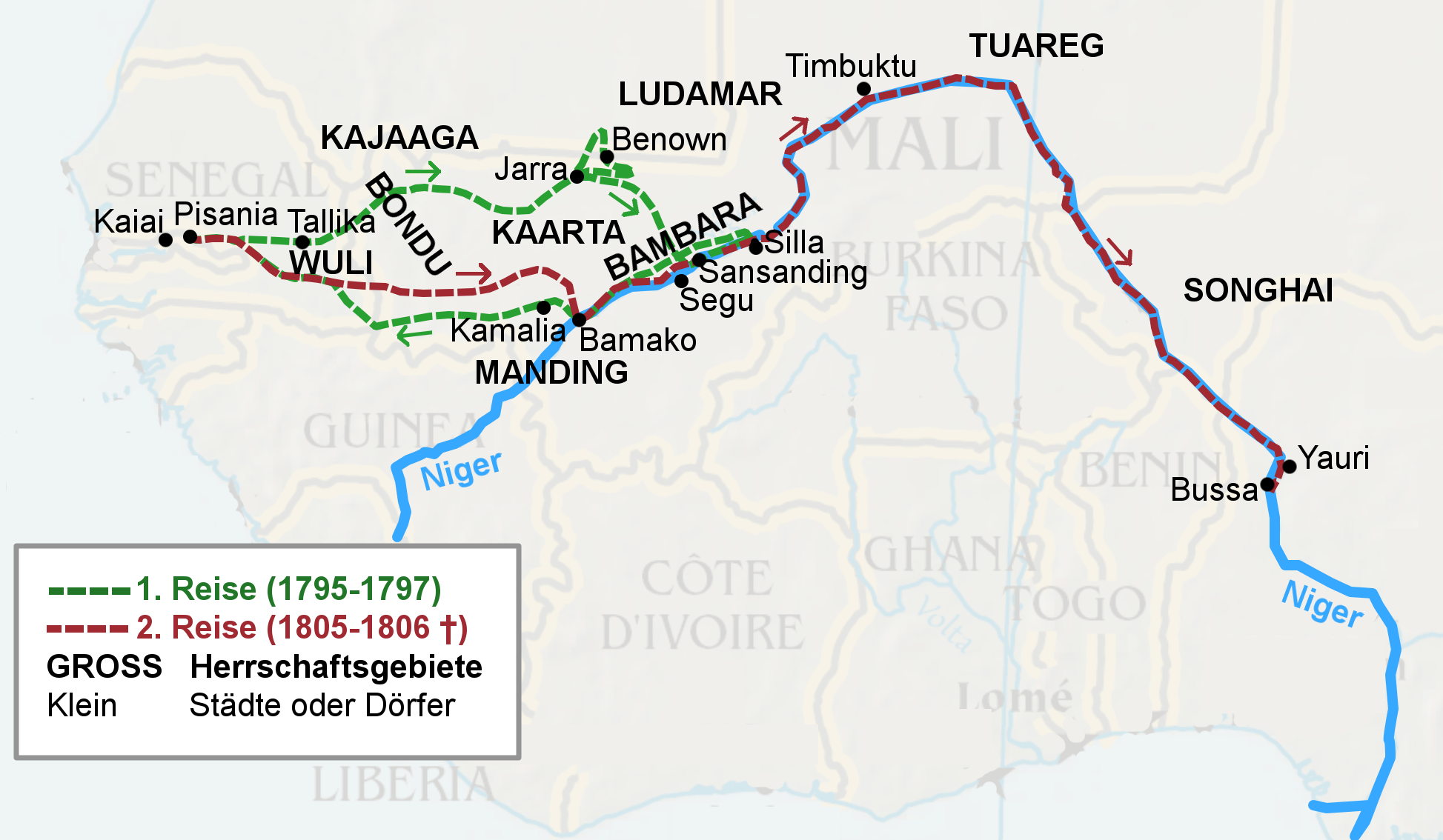
Kartenskizze von Mungo Parks Reisen in Westafrika

Der Afrikaforscher Daniel Houghton war der wahrscheinlich erste Europäer, der um 1790 das Land bereiste. Allerdings verstarb er weiter landeinwärts in Ludamar, so dass von ihm keine Aufzeichnungen existieren. Erst als 1795 Mungo Park das Reich durchquerte, wurden in seinem Reisebericht Travels in the Interior of Africa einige Beschreibungen Bondus für die europäische Öffentlichkeit publik. Damals war laut seines Reiseberichtes der Ort Fatteconda der Sitz des Herrschers.